# Katie Lea
Katarina Leigh Waters, meglio conosciuta con il ring name Katie Lea (Luneburgo, 10 novembre 1980), è un'attrice ed ex wrestler tedesca naturalizzata inglese, nota per i suoi trascorsi nella World Wrestling Entertainment tra il 2008 e il 2010.

## Carriera

### Gli esordi (2000–2005)
Nel 2000 Katarina Waters iniziò ad allenarsi presso la UK Hammerlock, dopo aver cercato su internet una scuola di wrestling. Lavorando in un territorio NWA, ebbe la possibilità di partecipare allo show Trans-Atlantic Wrestling Challenge trasmesso su una TV del Regno Unito, che vedeva contrapposti wrestler NWA inglesi e statunitensi. Durante il torneo, utilizzando lo pseudonimo Nikita, vinse la Women's Championship Cup.
La ragazza continuò a fare esperienza nel mondo del wrestling, lottando tra il 2002 e la prima metà del 2005 in alcune delle più importanti federazioni europee.

### Ohio Valley Wrestling (2005–2008)
Nel maggio 2005 la Waters firmò un contratto di sviluppo con la WWE. Fu assegnata alla OVW, dove debuttò con lo pseudonimo di Katie Lea.
Il 1º novembre 2006, Lea sconfisse ODB, Ariel, Beth Phoenix, Serena, Roni Jonah, Melody e Jenny Mae in un 8-Women Gauntlet Match diventando per la prima volta OVW Women's Champion. Successivamente Katie difese il titolo contro Beth Phoenix nel primo Ladies Ladder Match della storia.
Agli inizi del 2007 Katie partecipò al concorso "Miss OVW 2007", che però venne vinto da ODB. Lea perse il titolo contro ODB il 1º giugno 2007.
Il 5 settembre durante uno show OVW Katie presentò un nuovo segmento dello show intitolato "Kat's Kradle", presentando Melody come sua nuova assistente.

### World Wrestling Entertainment (2008–2010)
L'11 febbraio 2008 debuttò nel roster di Raw con il ring-name di Katie Lea Burchill, interpretando la gimmick della sorella di Paul Burchill (kayfabe). I piani iniziali prevedevano una serie di vittorie in singolo di Paul, per poi rivelare un incesto tra i due; la storyline venne però accantonata poiché ritenuta troppo spinta. Katie Lea tentò quindi l'assalto al WWE Women's Championship di Mickie James, ma non riuscì a conquistare la cintura.
Il 30 dicembre 2009 Katie Lea approdò nel roster della ECW insieme al fratello Paul. Nel brand estremo ha lottato poche volte contro Alicia Fox e le Bella Twins ma nella maggior parte delle puntate ha fatto da accompagnatrice al suo fratello.
Paul Burchill ingaggia poi una rivalità con The Hurricane e nell'episodio del 17 novembre 2009 perde l'incontro decisivo con Hurricane in cui assieme a sua sorella si giocava la permanenza nel brand.
Katie Lea Burchill torna a Raw l'11 gennaio 2010 ma nel suo match d'esordio viene sconfitta da Eve Torres.
Nell'occasione il fratello Paul non era con lei. Katie Lea viene licenziata dalla WWE il 22 aprile 2010.

### Total Nonstop Action (2010–2012)
il 23 dicembre 2010 sostituisce Velvet Sky per un infortunio nella finale del torneo per il TNA Knockouts Tag Team Championship e vince assieme ad Angelina Love e diventando così parte delle Beautiful People. il 13 marzo 2011 perdono i titoli contro Sarita e Rosita. Ad Hardcore Justice sconfigge Mickie James e conquista il TNA Knockouts Championship. Il 1º settembre 2011 nella puntata di iMPACT! perde la corona sempre contro Mickie James.A No Surrender riconquista il titolo Knockouts sempre battendo Mickie James. A Bound for Glory perde nuovamente il titolo contro Mickie James, Madison Rayne e Velvet Sky vinto da quest'ultima.
5 aprile 2012 combatte in un match per stabilire la sfidante della campionessa Gail Kim: a vincere è Velvet Sky.
Il 9 settembre viene svincolata dalla TNA.

## Personaggio

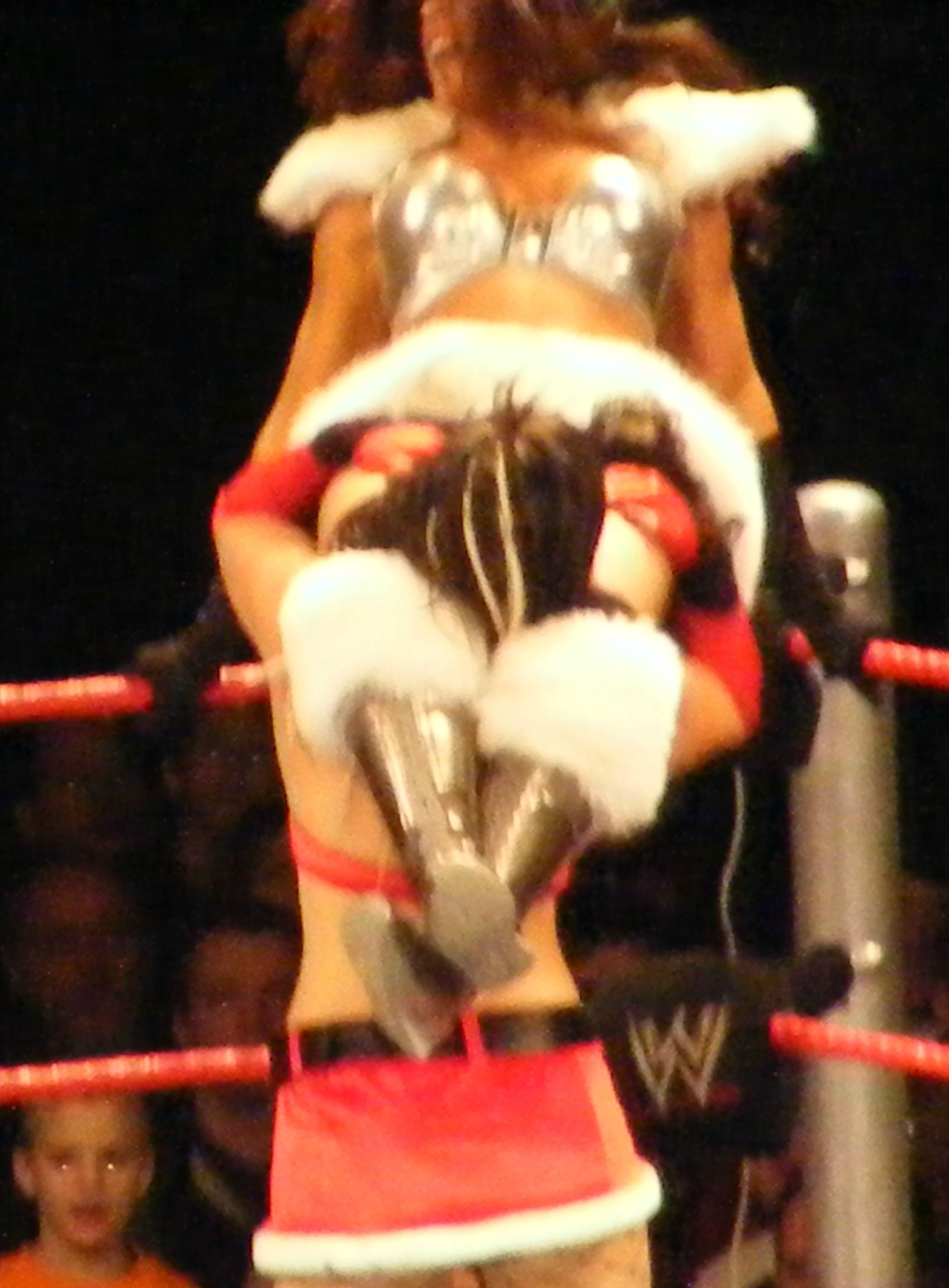
Katie Lea mentre esegue una Powerbomb su Mickie James

### Mosse finali
- Inverted facelock neckbreaker
- Side slam backbreaker

### Manager
- Angelina Love

### Wrestler assistiti
- Angelina Love
- Paul Burchill

### Soprannomi
- "The Queen of Chaos"
- "The Queen of England"
- "The Scarlet Witch"
- "The Temptress"

### Musiche d'ingresso
- Tainted Love di Marilyn Manson (2000–2006)
- The Power degli Snap (2006–2008)
- Hurt You di Jim Johnston (2008–2010)
- Hands of Wicked dei Gildy Locks (2010–2012)
- Desire di James Warburton (2012–2020)

## Titoli e riconoscimenti
- British Empire Wrestling
  - British Empire Woman's Championship (1)[2]
- British Independent Circuit
  - British Women's Championship (3)
- Family Wrestling Entertainment
  - FWE Women's Championship (1)
- Maverick Pro-Wrestling
  - MPW Women's Championship (2)[3]
- Ohio Valley Wrestling
  - OVW Women's Championship (2)[4]
- Pro Wrestling Illustrated

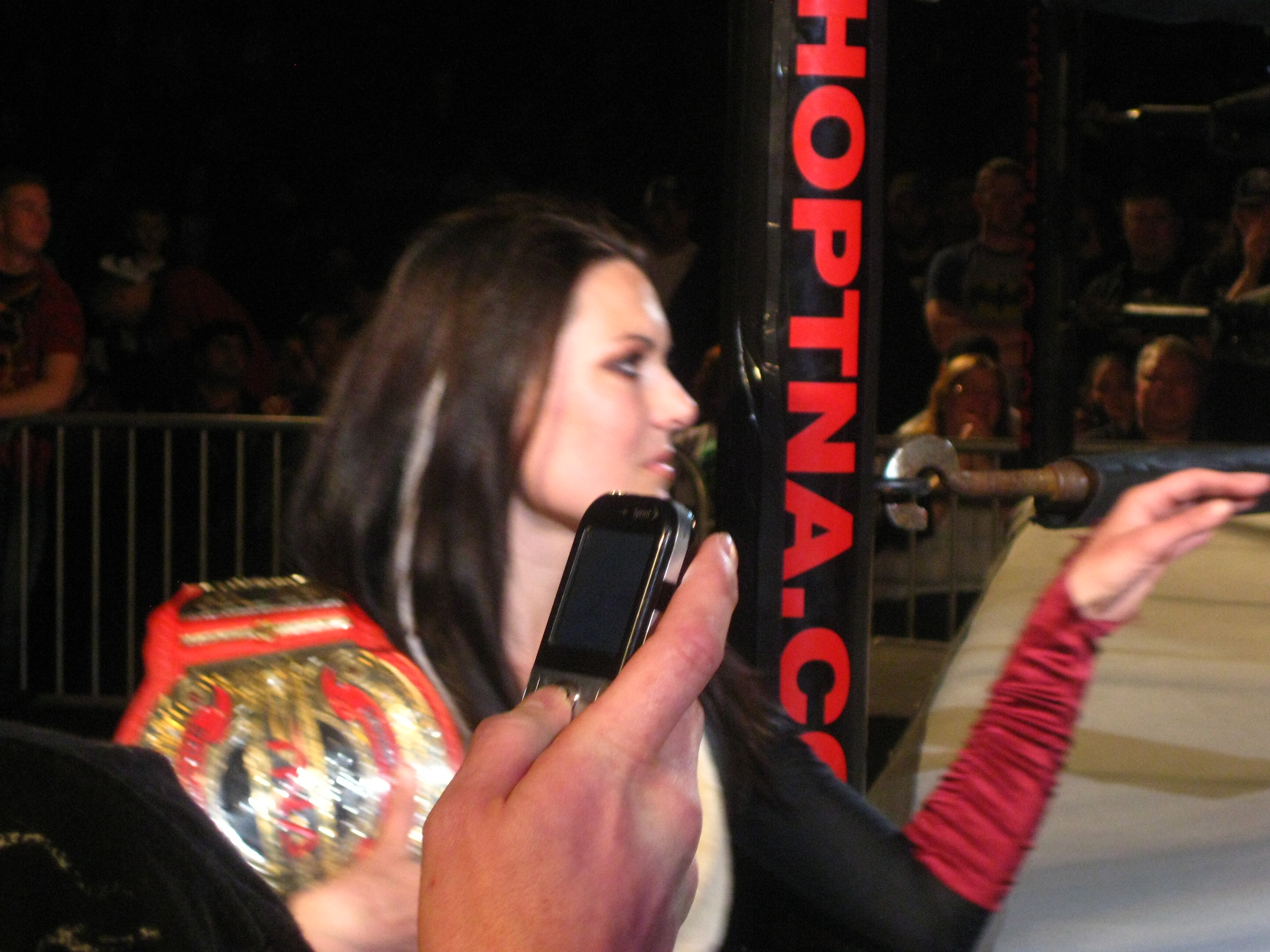
Katie Lea con il TNA Knockouts Tag Team Championship, titolo che ha vinto una volta (con Angelina Love)

  - 18ª tra le 50 migliori wrestler femminili nella PWI Female 50 (2012)[5]
- Queens of Chaos
  - Queens of Chaos Championship (1)
- Total Nonstop Action Wrestling
  - TNA Knockouts Championship (2)
  - TNA Knockouts Tag Team Championship (1) – con Angelina Love
- Trans Atlantic Wrestling 
  - TAW Women's Championship (1)
- World Independent Ladies Division
  - WILD World Championship (1)[6]